# Pala kommun
Pala vald är en kommun i Estland.   Den ligger i landskapet Jõgevamaa, i den centrala delen av landet, 160 km sydost om huvudstaden Tallinn.
Följande samhällen finns i Pala vald:
- Pala